# Dariusz Michalski
Dariusz Michalski (ur. w Płocku) – dziennikarz muzyczny radiowy i telewizyjny, historyk muzyki rozrywkowej, autor książek muzycznych i biografii, laureat nagrody „Złotego Ekranu”.

## Życiorys
Urodził się w Płocku. Uczył się w liceum ogólnokształcącym. W młodym wieku był członkiem Zespołu Pieśni i Tańca „Dzieci Płocka”. Zwyciężył w dziesięciu teleturniejach wiedzy (filmowych, tanecznych, kryminalnych, muzycznych) nadawanych na żywo, m.in. wiedzy o lotnictwie, „Z melodią na ty”, a po jednym z nich, w lipcu 1967, rozpoczął pracę dla Polskiej Federacji Jazzowej prowadząc kluby miłośników zespołów Blackout i Polanie, zaś następnie został sekretarzem redakcji czasopisma muzycznego Jazz Forum. Teleturniej muzyczny wygrał ex aequo z przyszłym dziennikarzem muzyki country Korneliuszem Pacudą. 
W prasie codziennej, w dzienniku „Sztandar Młodych” przez ponad 25 lat prowadził najstarszą w kraju muzyczną rubrykę „Metronom”. W latach 80. wspólnie z Ryszardem Wolańskim stworzył dla TVP wieloodcinkowy „Leksykon Polskiej Muzyki Rozrywkowej” (144 odcinki). W połowie lat 80. Polskie Radio przerwało zatrudnienie dziennikarza. W Telewizji Polskiej twórca kilkudziesięciu programów autorskich, m.in. magazynu muzycznego „Metronom”, za który w marcu 1988 otrzymał nagrodę „Złotego Ekranu”. W Polskim Radiu współpracował z programem Trzecim, gdzie prowadził m.in. magazyn muzyczny „Interradio” i Mój magnetofon („z myszką”), współpracował również z Radiem Bis m.in. cykliczną audycją „Klub czarnej płyty”. Autor pięciotomowego kompendium wydanego przez Wiedzę Powszechną Lekka muza: leksykonu muzyki rozrywkowej i show-biznesu oraz książek biograficznych i historycznych. Określany w przeszłości pseudonimem Pióropusz, a w radiu Mr. Metronom. Członek jury w konkursach muzycznych.
W 1992 otrzymał nagrodę ZAiKS-u za popularyzację polskiej twórczości. W 2017 nominowany do nagrody Mistrz Mowy Polskiej.
Członek Stowarzyszenia Pisarzy Polskich. 
Jest żoliborzaninem.

## Odznaczenia
- Srebrny Medal „Zasłużony Kulturze Gloria Artis” – 2025[11]

## Publikacje książkowe
- Dariusz Michalski, Andrzej Stankiewicz 500 zagadek z muzyki rozrywkowej Wiedza Powszechna, Warszawa 1972[12][13][14]
- Rock przez cały rok Seria Lekka muza 2, Państwowe Wydawnictwo Wiedza Powszechna, Warszawa 1990 ISBN 83-214-0669-6[15]
- Komu piosenkę? Seria Lekka muza 3, Państwowe Wydawnictwo Wiedza Powszechna, Warszawa 1990 ISBN 83-214-0670-X
- Z piosenką dookoła świata Seria Lekka muza 4, Państwowe Wydawnictwo Wiedza Powszechna, Warszawa 1990 ISBN 83-214-0671-8
- Za kulisami przeboju Seria Lekka muza 5, Państwowe Wydawnictwo Wiedza Powszechna, Warszawa 1990 ISBN 83-214-0672-6
- Lennon Art B Press, Poznań 1991 ISBN 83-900107-4-7[16] (biograficzna o Czesławie Niemenie)
- Trzysta tysięcy gitar nam gra: Historia polskiej muzyki rozrywkowej lata 1958–1973[17]
- Niemen o sobie „Twój Styl”, Warszawa 2005 ISBN 83-7163-568-0
- Starszy Pan A Opowieść o Jerzym Wasowskim Iskry, Warszawa 2005 ISBN 83-207-1793-0 (biograficzna o Jerzym Wasowskim)[18]
- Jam jest Alina czyli Janowska story Prószyński i S-ka, Warszawa 2007 ISBN 978-83-7469-597-8 (biograficzna o Alinie Janowskiej)
- Powróćmy jak za dawnych lat... czyli historia polskiej muzyki rozrywkowej (lata 1900–1939) Warszawa 2007 ISBN 978-83-244-0034-8[19][20]
- Dookoła Wojtek : opowieść o Wojciechu Młynarskim Prószyński i S-ka, Warszawa 2008 ISBN 978-83-7469-704-0 (biograficzna o Wojciechu Młynarskim)
- Czesław Niemen. Czy go jeszcze pamiętasz Wydawnictwo MG, Warszawa 2009 ISBN 978-83-7779-178-3
- Kalina Jędrusik Wydawnictwo Iskry, Warszawa 2010 ISBN 978-83-244-0136-9 (biograficzna o Kalinie Jędrusik)
- Piosenka przypomni ci… Historia polskiej muzyki rozrywkowej, lata 1945–1958 Iskry, Warszawa 2010 ISBN 978-83-244-0121-5[21][22]
- To była bardzo dobra telewizja 1. Misja emisji Warszawa 2012 ISBN 978-83-7779-010-6[23][24]
- Krzysztof Klenczon, który przeszedł do historii Wydawnictwo MG, Warszawa 2013 ISBN 978-83-7779-164-6 (biograficzna o Krzysztofie Klenczonie)[25]
- Poletko pana Fogga Wydawnictwo MG, Warszawa 2009 ISBN 978-83-7779-328-2 (biograficzna o Mieczysławie Foggu)
- Starszy Pan B. Opowieść o Jeremim Przyborze Iskry, Warszawa 2019[26] (biograficzna o Jeremim Przyborze)
- Ten Bryll ma styl Wydawnictwo MG, Warszawa 2023[27] ISBN 978-83-7779-890-4 (biografia Ernesta Brylla)